# راجر اسمیت (صداپیشه)
راجر کریگ اسمیت (به انگلیسی: Roger Craig Smith)(متولد ۱۱ اوت ۱۹۷۵ کالیفرنیا) یک گوینده آمریکایی است که به خاطر گویندگی شخصیت‌های چون سونیک خارپشت ،کریس ردفیلد در رزیدنت ایول و اتزیو آئودیتوره دا فرینتزه در کیش یک آدم‌کش ۲، کیش یک آدم‌کش: برادری و کیش یک آدم‌کش: افشاگری‌ها و بتمن و کاپیتان آمریکا  شناخته می‌شود.